# Клестиль, Томас
Томас Кле́стиль (нем. Thomas Klestil; 4 ноября 1932[…], Вена — 6 июля 2004[…], Вена) — австрийский дипломат и политик. Президент Австрии с 1992 по 2004 год. Скончался за 2 дня до окончания второго президентского срока.

## Биография
Родился в рабочей семье. Получил образование в Венском университете экономики и бизнес-администрации. Получил степень доктора наук в 1957 году. Поступил на государственную службу, работал как в Австрии, так и за рубежом. Состоя на дипломатической службе, в 1978—1982 годах занимал пост посла Австрии в США, в 1982—1987 годах — полномочного представителя Австрии при ООН.

## Президент Австрии
Был выдвинут консервативной Австрийской народной партией на пост президента Австрии в 1992 году, переизбран на этот пост в 1998 году. Открыто выступал против внутриполитического курса канцлера Австрии Вольфганга Шюсселя.
5 июля 2004 года, за три дня до окончания его президентских полномочий, у Томаса Клестиля произошёл инфаркт миокарда. Томас Клестиль умер 6 июля в 23:33 по местному времени в AKH (Allgemeines Krankenhaus — центральной больнице) Вены по причине отказа функционирования внутренних органов. На церемонии похорон присутствовали президент России Владимир Путин, бывший президент Австрии и бывший Генеральный секретарь ООН Курт Вальдхайм и также Губернатор Калифорнии Арнольд Шварценеггер.
Вдова президента Томас Клестиля — Маргот Клестиль-Лёффлер 13 декабря 2009 года была назначена послом Австрии в России.

## Награды
- Орден Белого орла (Польша, 1998)
- Орден Двойного белого креста 1 класса (Словакия, 17 февраля 1998)[6]
- Орден князя Ярослава Мудрого I ст. (Украина, 13 октября 1998)[7]
- Athir Национального ордена Заслуг (Алжир, 14 июня 2003)[8]